# Marshall Plumlee
Marshall Harrison Plumlee (West Lafayette, Indiana, 14 de julio de 1992) es un exjugador de baloncesto estadounidense. Con 2,13 metros de estatura, jugaba en la posición de pívot. 

## Trayectoria deportiva

### Universidad
Tras participar en 2011 en el prestigioso McDonald's All-American Game, jugó cuatro temporadas con los Blue Devils de la Universidad de Duke, en las que promedió 3,4 puntos y 3,8 rebotes por partido.
En su temporada júnior explotó su faceta defensiva en favor del fenómeno freshman Jahlil Okafor, ayudando a conseguir para los Blue Devils el Campeonato de la NCAA de 2015. Al año siguiente por fin explotó en todas sus facetas, y actruando como capitán fue el líder del equipo en rebotes, tapones y porcentaje de tiros de campo, además de aumentar su promedio anotador hasta los 8,3 puntos por partido.

### Profesional
Tras no ser elegido en el Draft de la NBA de 2016, se unió a los New York Knicks para disputar las ligas de verano, equipo con los que acabó firmando contrato el 7 de julio.
El 27 de septiembre de 2017 fichó por Los Angeles Clippers para disputar la pretemporada.

### Selección nacional
Plumlee formó parte de la selección de baloncesto de Estados Unidos conquistó el título en el Campeonato FIBA Américas de 2017.

## Estadísticas de su carrera en la NBA

### Temporada regular
| Año     | Equipo   | PJ | PT | MPP | %TC  | %3P  | %TL  | RPP | APP | ROB | TPP | PPP |
| ------- | -------- | -- | -- | --- | ---- | ---- | ---- | --- | --- | --- | --- | --- |
| 2016-17 | New York | 21 | 1  | 8.1 | .550 | .000 | .420 | 2.4 | .5  | .2  | .2  | 1.9 |
| Total   | Total    | 21 | 1  | 8.1 | .550 | .000 | .420 | 2.4 | .5  | .2  | .2  | 1.9 |

## Vida personal
Es el hermano menor de los también jugadores profesionales Mason y Miles Plumlee.
Es oficial de reserva del Ejército de los Estados Unidos -donde recibió entrenamiento para integrar el cuerpo de rangers- y se ha desempeñado como voluntario en la Guardia Nacional.